# 24 Heures du Mans 2010
Navigation
Édition précédente Édition suivante
Les 24 Heures du Mans 2010 sont la 78e édition de l'épreuve et se déroulent les 12 et 13 juin 2010 sur le circuit de la Sarthe.

## Liste des invités
L'édition 2010 a vu le nombre de participants porté de 55 à 56 grâce à la construction d'un 56e stand. Ce nouveau « box », livré le 4 juin 2010, est situé dans l'espace disponible entre le bâtiment des stands et l'extension réalisée en 2008.
| n°    | Équipe                     | Voiture                     | Pneu | Pilotes               | Pilotes                  | Pilotes                |      |
| LMP1  | LMP1                       | LMP1                        | LMP1 | LMP1                  | LMP1                     | LMP1                   | LMP1 |
| ----- | -------------------------- | --------------------------- | ---- | --------------------- | ------------------------ | ---------------------- | ---- |
| 1     | Team Peugeot Total         | Peugeot 908 HDi FAP         | M    | Alexander Wurz        | Marc Gené                | Anthony Davidson       |      |
| 2     | Team Peugeot Total         | Peugeot 908 HDi FAP         | M    | Nicolas Minassian     | Stéphane Sarrazin        | Franck Montagny        |      |
| 3     | Peugeot Sport Total        | Peugeot 908 HDi FAP         | M    | Sébastien Bourdais    | Pedro Lamy               | Simon Pagenaud         |      |
| 4     | Team Oreca-Matmut          | Peugeot 908 HDi FAP         | M    | Olivier Panis         | Nicolas Lapierre         | Loïc Duval             |      |
| 5     | Beechdean Mansell          | Ginetta-Zytek GZ09S         | D    | Nigel Mansell         | Greg Mansell             | Leo Mansell            |      |
| 6     | AIM Team Oreca             | Oreca 01-AIM                | D    | Soheil Ayari          | Didier André             | Andy Meyrick           |      |
| 7     | Audi Sport Team Joest      | Audi R15+ TDI               | M    | Tom Kristensen        | Rinaldo Capello          | Allan McNish           |      |
| 8     | Audi Sport Team Joest      | Audi R15+ TDI               | M    | André Lotterer        | Marcel Fässler           | Benoît Tréluyer        |      |
| 9     | Audi Sport North America   | Audi R15+ TDI               | M    | Mike Rockenfeller     | Timo Bernhard            | Romain Dumas           |      |
| 11    | Drayson Racing             | Lola B10/60-Judd            | M    | Paul Drayson          | Jonny Cocker             | Emanuele Pirro         |      |
| 12    | Rebellion Racing           | Lola B10/60-Rebellion       | M    | Nicolas Prost         | Neel Jani                | Marco Andretti         |      |
| 13    | Rebellion Racing           | Lola B10/60-Rebellion       | M    | Andrea Belicchi       | Jean-Christophe Boullion | Guy Smith              |      |
| 14    | Team Kolles                | Audi R10 TDI                | M    | Christophe Bouchut    | Scott Tucker             | Manuel Rodrigues       |      |
| 15    | Team Kolles                | Audi R10 TDI                | M    | Christian Bakkerud    | Oliver Jarvis            | Christijan Albers      |      |
| 19    | Michael Lewis / Autocon    | Lola B06/10-AER             | D    | Michael Lewis         | Bryan Willman            | "Tony" Burgess (de)    |      |
| 007   | Aston Martin Racing        | Lola-Aston Martin B09/60    | M    | Harold Primat         | Stefan Mücke             | Adrián Fernández       |      |
| 008   | Signature-Plus             | Lola-Aston Martin B09/60    | D    | Pierre Ragues         | Vanina Ickx              | Franck Mailleux        |      |
| 009   | Aston Martin Racing        | Lola-Aston Martin B09/60    | M    | Darren Turner         | Juan Barazi              | Sam Hancock            |      |
| LMP2  |                            |                             |      |                       |                          |                        |      |
| 24    | OAK Racing                 | Pescarolo 01-Judd           | D    | Jacques Nicolet       | Richard Hein             | Jean-François Yvon     |      |
| 25    | Ray Mallock Ltd.           | Lola B08/80-HPD             | D    | Mike Newton           | Thomas Erdos             | Andy Wallace           |      |
| 26    | Highcroft Racing           | HPD ARX-01c                 | M    | David Brabham         | Marino Franchitti        | Marco Werner           |      |
| 28    | Race Performance AG        | Radical SR9-Judd            | D    | Pierre Bruneau        | Marc Rostan              | Ralph Meichtry         |      |
| 29    | Racing Box SRL             | Lola B09/80-Judd            | P    | Luca Pirri            | Marco Cioci              | Piergiuseppe Perazzini |      |
| 35    | OAK Racing                 | Pescarolo 01-Judd           | D    | Matthieu Lahaye       | Guillaume Moreau         | Jan Charouz            |      |
| 37    | Welter Racing              | WR LMP2008-Zytek            | D    | Philippe Salini       | Stéphane Salini          | Tristan Gommendy       |      |
| 38    | Pegasus Racing             | Norma M200P-Judd            | D    | Julien Schell         | Frédéric Da Rocha        | David Zollinger        |      |
| 39    | KSM                        | Lola B07/40-Judd            | M    | Jean de Pourtales     | Hideki Noda              | Jonathan Kennard       |      |
| 40    | Quifel ASM Team            | Ginetta-Zytek GZ09S/2       | D    | Miguel Amaral         | Olivier Pla              | Warren Hughes          |      |
| 41    | Team Bruichladdich         | Ginetta-Zytek GZ09S/2       | D    | Karim Ojjeh           | Tim Greaves              | Gary Chalandon         |      |
| 42    | Strakka Racing             | HPD ARX-01c                 | M    | Nick Leventis         | Danny Watts              | Jonny Kane             |      |
| LMGT1 |                            |                             |      |                       |                          |                        |      |
| 50    | Larbre Compétition         | Saleen S7-R                 | M    | Roland Bervillé       | Julien Canal             | Gabriele Gardel        |      |
| 52    | Young Driver AMR           | Aston Martin DBR9           | M    | Christoffer Nygaard   | Tomáš Enge               | Peter Kox              |      |
| 60    | Matech Competition         | Ford GT1                    | M    | Thomas Mutsch         | Romain Grosjean          | Jonathan Hirschi       |      |
| 61    | Matech Competition         | Ford GT1                    | M    | Natacha Gachnang      | Rahel Frey               | Cyndie Allemann        |      |
| 69    | JLOC                       | Lamborghini Murciélago      | Y    | Atsushi Yogo          | Koji Yamanishi           | Hiroyuki Iiri          |      |
| 70    | Marc VDS Racing Team       | Ford GT1                    | M    | Eric de Doncker (en)  | Bas Leinders             | Markus Palttala        |      |
| 72    | Luc Alphand Aventures      | Chevrolet Corvette C6.R     | D    | Stéphan Grégoire      | Jérôme Policand          | David Hart             |      |
| 73    | Luc Alphand Aventures      | Chevrolet Corvette C6.R     | D    | Julien Jousse         | Xavier Maassen           | Patrice Goueslard      |      |
| LMGT2 |                            |                             |      |                       |                          |                        |      |
| 63    | Corvette Racing            | Chevrolet Corvette C6 ZR1   | M    | Jan Magnussen         | Johnny O'Connell         | Antonio García         |      |
| 64    | Corvette Racing            | Chevrolet Corvette C6 ZR1   | M    | Oliver Gavin          | Olivier Beretta          | Emmanuel Collard       |      |
| 75    | Prospeed Competition       | Porsche 911 GT3 RSR (997)   | M    | Paul Van Splunteren   | Niek Hommerson           | Louis Machiels         |      |
| 76    | IMSA Performance Matmut    | Porsche 911 GT3 RSR (997)   | M    | Raymond Narac         | Patrick Pilet            | Patrick Long           |      |
| 77    | Team Felbermayr-Proton     | Porsche 911 GT3 RSR (997)   | M    | Marc Lieb             | Richard Lietz            | Wolf Henzler           |      |
| 78    | BMW Motorsport             | BMW M3 GT2 (E92)            | D    | Jörg Müller           | Augusto Farfus           | Uwe Alzen              |      |
| 79    | BMW Motorsport             | BMW M3 GT2 (E92)            | D    | Andy Priaulx          | Dirk Müller              | Dirk Werner            |      |
| 80    | Flying Lizard Motorsports  | Porsche 911 GT3 RSR (997)   | M    | Seth Neiman           | Darren Law               | Jörg Bergmeister       |      |
| 81    | Jaguar-Rocketsports Racing | Jaguar XKR GT2              | Y    | Paul Gentilozzi       | Ryan Dalziel             | Marc Goossens          |      |
| 82    | Risi Competizione          | Ferrari F430 GTC            | M    | Jaime Melo            | Gianmaria Bruni          | Pierre Kaffer          |      |
| 83    | Risi Competizione          | Ferrari F430 GTC            | M    | Tracy Krohn           | Niclas Jönsson           | Eric van de Poele      |      |
| 85    | Spyker Squadron            | Spyker C8 Laviolette GT2-R  | M    | Tom Coronel           | Peter Dumbreck           | Jeroen Bleekemolen     |      |
| 88    | Team Felbermayr-Proton     | Porsche 911 GT3 RSR (997)   | M    | Horst Felbermayr, Sr. | Horst Felbermayr, Jr.    | Miroslav Konôpka       |      |
| 89    | Hankook Team Farnbacher    | Ferrari F430 GTC            | H    | Dominik Farnbacher    | Allan Simonsen           | Leh Keen               |      |
| 92    | JMW Motorsport             | Aston Martin V8 Vantage GT2 | D    | Robert Bell           | Tim Sugden               | Bryce Miller           |      |
| 95    | AF Corse SRL               | Ferrari F430 GTC            | M    | Giancarlo Fisichella  | Jean Alesi               | Toni Vilander          |      |
| 96    | AF Corse SRL               | Ferrari F430 GTC            | M    | Luís Pérez Companc    | Matías Russo             | Mika Salo              |      |
| 97    | BMS Scuderia Italia Spa    | Porsche 911 GT3 RSR (997)   | M    | Marco Holzer          | Richard Westbrook        | Timo Scheider          |      |

## Temps des qualifications

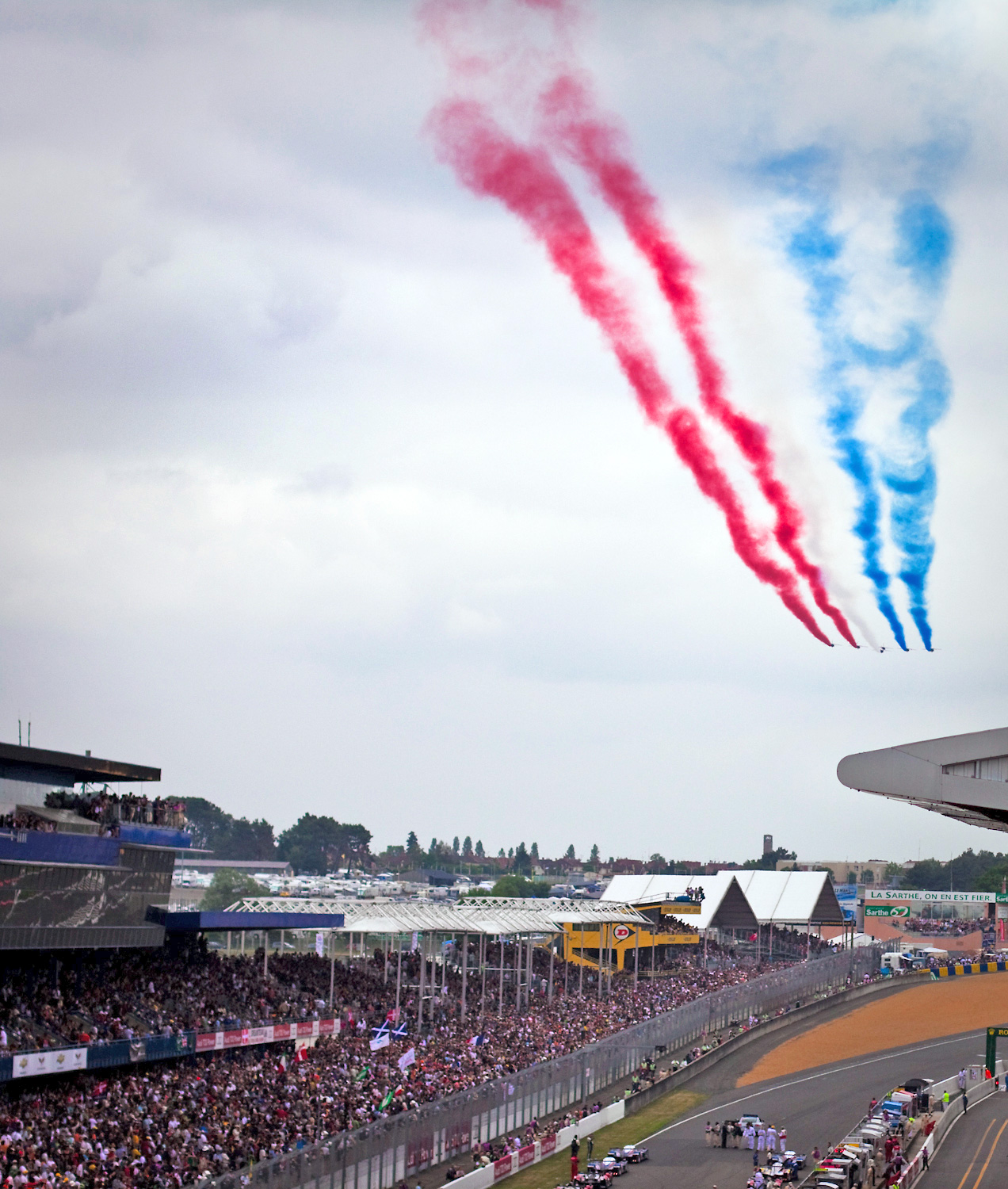
La patrouille de france survolant la ligne droite des stands avant le départ de la course.

Le leader de chaque catégorie et le meilleur temps au tour de chaque jour sont inscrits en gras. Le meilleur temps au tour de chaque voiture est inscrit sur fond grisé.
| Pos | n°  | Écurie                    | Cat.  | Session 1 09/06/2010 22h / 24h | Session 2 10/06/2010 | Session 2 10/06/2010 |
| Pos | n°  | Écurie                    | Cat.  | Session 1 09/06/2010 22h / 24h | 19h / 21h            | 22h / 24h            |
| --- | --- | ------------------------- | ----- | ------------------------------ | -------------------- | -------------------- |
| 1   | 3   | Peugeot Sport Total       | LMP1  | 3 min 19 s 711                 | 3 min 23 s 595       | 3 min 20 s 212       |
| 2   | 1   | Team Peugeot Total        | LMP1  | 3 min 20 s 317                 | 3 min 23 s 238       | 3 min 22 s 007       |
| 3   | 2   | Team Peugeot Total        | LMP1  | 3 min 20 s 325                 | 3 min 23 s 984       | 3 min 20 s 961       |
| 4   | 4   | Team Oreca Matmut         | LMP1  | 3 min 21 s 192                 | 3 min 24 s 731       | 3 min 23 s 141       |
| 5   | 9   | Audi Sport North America  | LMP1  | 3 min 23 s 578                 | 3 min 28 s 363       | 3 min 21 s 981       |
| 6   | 7   | Audi Sport Team Joest     | LMP1  | 3 min 24 s 688                 | 3 min 28 s 153       | 3 min 22 s 176       |
| 7   | 8   | Audi Sport Team Joest     | LMP1  | 3 min 24 s 430                 | 3 min 25 s 014       | 3 min 23 s 605       |
| 8   | 007 | Aston Martin Racing       | LMP1  | 3 min 26 s 680                 | 3 min 32 s 655       | 3 min 29 s 369       |
| 9   | 009 | Aston Martin Racing       | LMP1  | 3 min 26 s 747                 | 3 min 35 s 584       | 3 min 28 s 869       |
| 10  | 6   | AIM Team Oreca Matmut     | LMP1  | 3 min 30 s 056                 | 3 min 35 s 520       | 3 min 29 s 506       |
| 11  | 008 | Signature Plus            | LMP1  | 3 min 29 s 774                 | 3 min 37 s 142       | 3 min 37 s 142       |
| 12  | 14  | Kolles                    | LMP1  | 3 min 30 s 907                 | 3 min 47 s 577       | 3 min 31 s 870       |
| 13  | 15  | Kolles                    | LMP1  | 3 min 31 s 661                 | 3 min 40 s 462       | 3 min 34 s 401       |
| 14  | 11  | Drayson Racing            | LMP1  | 3 min 36 s 634                 | 3 min 44 s 887       | 3 min 31 s 862       |
| 15  | 42  | Strakka Racing            | LMP2  | 3 min 36 s 168                 | 3 min 43 s 085       | 3 min 33 s 079       |
| 16  | 12  | Rebellion Racing          | LMP1  |                                | 3 min 41 s 007       | 3 min 33 s 490       |
| 17  | 26  | Highcroft Racing          | LMP2  | 3 min 37 s 202                 | 3 min 34 s 537       | 3 min 34 s 537       |
| 18  | 5   | Beechdean Mansell         | LMP1  | 3 min 36 s 897                 | 3 min 45 s 669       | 3 min 38 s 367       |
| 19  | 13  | Rebellion Racing          | LMP1  | 3 min 44 s 101                 | 3 min 37 s 093       | 3 min 37 s 093       |
| 20  | 25  | RML                       | LMP2  | 3 min 44 s 598                 | 3 min 48 s 271       | 3 min 39 s 648       |
| 21  | 40  | Quifel - Asm Team         | LMP2  | 3 min 41 s 968                 | 3 min 42 s 816       | 3 min 40 s 532       |
| 22  | 35  | OAK Racing                | LMP2  | 3 min 42 s 399                 | 3 min 46 s 727       | 3 min 41 s 310       |
| 23  | 19  | Autocon Motorsports       | LMP1  | 4 min 00 s 646                 | 3 min 43 s 167       | 3 min 43 s 167       |
| 24  | 29  | Racing Box                | LMP2  | 3 min 51 s 065                 | 3 min 47 s 971       | 3 min 47 s 971       |
| 25  | 41  | Team Bruichladdich        | LMP2  | 3 min 55 s 680                 | 3 min 57 s 034       | 3 min 51 s 189       |
| 26  | 39  | KSM                       | LMP2  | 3 min 52 s 972                 | 8 min 34 s 918       | 3 min 51 s 310       |
| 27  | 24  | OAK Racing                | LMP2  | 3 min 52 s 730                 | 3 min 58 s 623       | 3 min 52 s 008       |
| 28  | 38  | Pegasus Racing            | LMP2  | 4 min 03 s 784                 | 3 min 52 s 837       | 3 min 52 s 837       |
| 29  | 37  | WR / Salini               | LMP2  | 3 min 55 s 818                 | 4 min 02 s 316       | 3 min 53 s 109       |
| 30  | 28  | Race Performance          | LMP2  | 3 min 59 s 361                 | 3 min 56 s 679       | 3 min 53 s 942       |
| 31  | 52  | Young Driver AMR          | LMGT1 | 3 min 55 s 025                 | 4 min 03 s 649       | 4 min 02 s 133       |
| 32  | 70  | Marc VDS Racing           | LMGT1 | 4 min 00 s 325                 | 3 min 55 s 356       | 3 min 55 s 356       |
| 33  | 60  | Matech Competition        | LMGT1 | 3 min 57 s 296                 | 4 min 00 s 620       | 3 min 55 s 583       |
| 34  | 73  | Luc Alphand Aventures     | LMGT1 | 3 min 58 s 810                 | 18 min 22 s 824      | 4 min 14 s 438       |
| 35  | 72  | Luc Alphand Aventures     | LMGT1 | 3 min 58 s 906                 | 4 min 03 s 423       | 4 min 03 s 423       |
| 36  | 82  | Risi Competizione         | LMGT2 | 3 min 59 s 233                 | 4 min 03 s 104       | 4 min 03 s 104       |
| 37  | 64  | Corvette Racing           | LMGT2 | 4 min 01 s 012                 | 4 min 03 s 457       | 3 min 59 s 435       |
| 38  | 63  | Corvette Racing           | LMGT2 | 4 min 00 s 097                 | 4 min 02 s 533       | 3 min 59 s 793       |
| 39  | 95  | AF Corse                  | LMGT2 | 4 min 02 s 492                 | 3 min 59 s 837       | 3 min 59 s 837       |
| 40  | 61  | Matech Competition        | LMGT1 | 4 min 11 s 566                 | 4 min 06 s 286       | 4 min 01 s 628       |
| 41  | 77  | Team Felbermayr Proton    | LMGT2 | 4 min 02 s 001                 | 4 min 01 s 640       | 4 min 01 s 640       |
| 42  | 76  | IMSA Performance Matmut   | LMGT2 | 4 min 01 s 755                 | 4 min 06 s 630       | 4 min 06 s 630       |
| 43  | 78  | BMW Team                  | LMGT2 | 4 min 04 s 986                 | 4 min 01 s 893       | 4 min 01 s 893       |
| 44  | 97  | BMS Scuderia Italia       | LMGT2 | 4 min 06 s 278                 | 4 min 02 s 014       | 4 min 02 s 014       |
| 45  | 89  | Hankook Team Farnbacher   | LMGT2 | 4 min 03 s 886                 | 4 min 06 s 378       | 4 min 02 s 427       |
| 46  | 80  | Flying Lizard Motorsports | LMGT2 | 4 min 08 s 315                 | 4 min 02 s 685       | 4 min 02 s 685       |
| 47  | 50  | Larbre Competition        | LMGT1 | 4 min 03 s 175                 | 4 min 06 s 091       | 4 min 06 s 091       |
| 48  | 79  | BMW Team                  | LMGT2 | 4 min 05 s 851                 | 4 min 03 s 215       | 4 min 03 s 215       |
| 49  | 83  | Risi Competizione         | LMGT2 | 4 min 03 s 959                 | 4 min 13 s 047       | 4 min 13 s 047       |
| 50  | 85  | Spyker Squadron           | LMGT2 | 4 min 06 s 997                 | 4 min 04 s 057       | 4 min 04 s 057       |
| 51  | 92  | JMW Motorsport            | LMGT2 | 4 min 06 s 391                 |                      | 4 min 04 s 303       |
| 52  | 69  | JLOC                      | LMGT1 | 4 min 13 s 368                 | 4 min 05 s 796       | 4 min 05 s 170       |
| 53  | 75  | Prospeed Competition      | LMGT2 | 4 min 14 s 578                 | 4 min 11 s 161       | 4 min 10 s 017       |
| 54  | 88  | Team Felbermayr Proton    | LMGT2 | 4 min 10 s 054                 | 4 min 20 s 295       | 4 min 20 s 293       |
| 55  | 81  | Jaguar RSR                | LMGT2 | 4 min 13 s 537                 | 4 min 18 s 706       | 4 min 12 s 431       |
| 56  | 96  | AF Corse                  | LMGT2 | 4 min 02 s 615                 |                      |                      |

## Nombre de pilotes qualifiés pour la course
168 pilotes se qualifient pour ces soixante-dix-huitièmes 24 Heures du Mans mais trois d'entre eux ne seront pas sur la grille de départ à la suite du retrait d'une voiture. C'est le grand retour des équipages féminins avec la participation de Natacha Gachnang, Cyndie Allemann et Rahel Frey sur Ford GT1. Vanina Ickx complète cette présence féminine en prenant part à la course pour la sixième fois de sa carrière.
| 44 Français   | 28 Britanniques | 17 Allemands | 12 Américains | 9 Suisses     |
| 8 Italiens    | 8 Néerlandais   | 6 Belges     | 6 Danois      | 4 Autrichiens |
| 4 Japonais    | 3 Brésiliens    | 3 Finlandais | 2 Argentins   | 2 Espagnols   |
| 2 Monégasques | 2 Portugais     | 2 Tchèques   | 1 Australien  | 1 Canadien    |
| 1 Mexicain    | 1 Saoudien      | 1 Slovaque   | 1 Suédois     |               |

## Déroulement de la course
15 h 0 : la course est lancée, les quatre Peugeot 908 HDI FAP grandes favorites de cette édition 2010 occupent les quatre premières places.
15 h 4 : Pedro Lamy sur la Peugeot no 3 creuse l'écart sur les trois autres Peugeot. La Lola B06/10 no 19 du Michael Lewis/Autocon abandonne déjà après seulement 1 tour.
Après moins de dix minutes de course, la Peugeot no 1 de Gené est dépassée par la Peugeot no 2 de Montagny. Les Audi n'arrivent pas à suivre le rythme.
15 h 17 : la Ginetta-Zytek no 5 sort de la piste à Indianapolis, c'est l'abandon. Plus tard la Jaguar XKR GT2 abandonne aussi, panne électrique.
15 h 49 : la safety-car libère la piste, plus d'une minute sépare les Peugeot et les Audi.
16 h 4 : après la vague d'arrêts aux stands, on retrouve les quatre Peugeot suivies des trois Audi puis les deux Lola-Aston Martin.

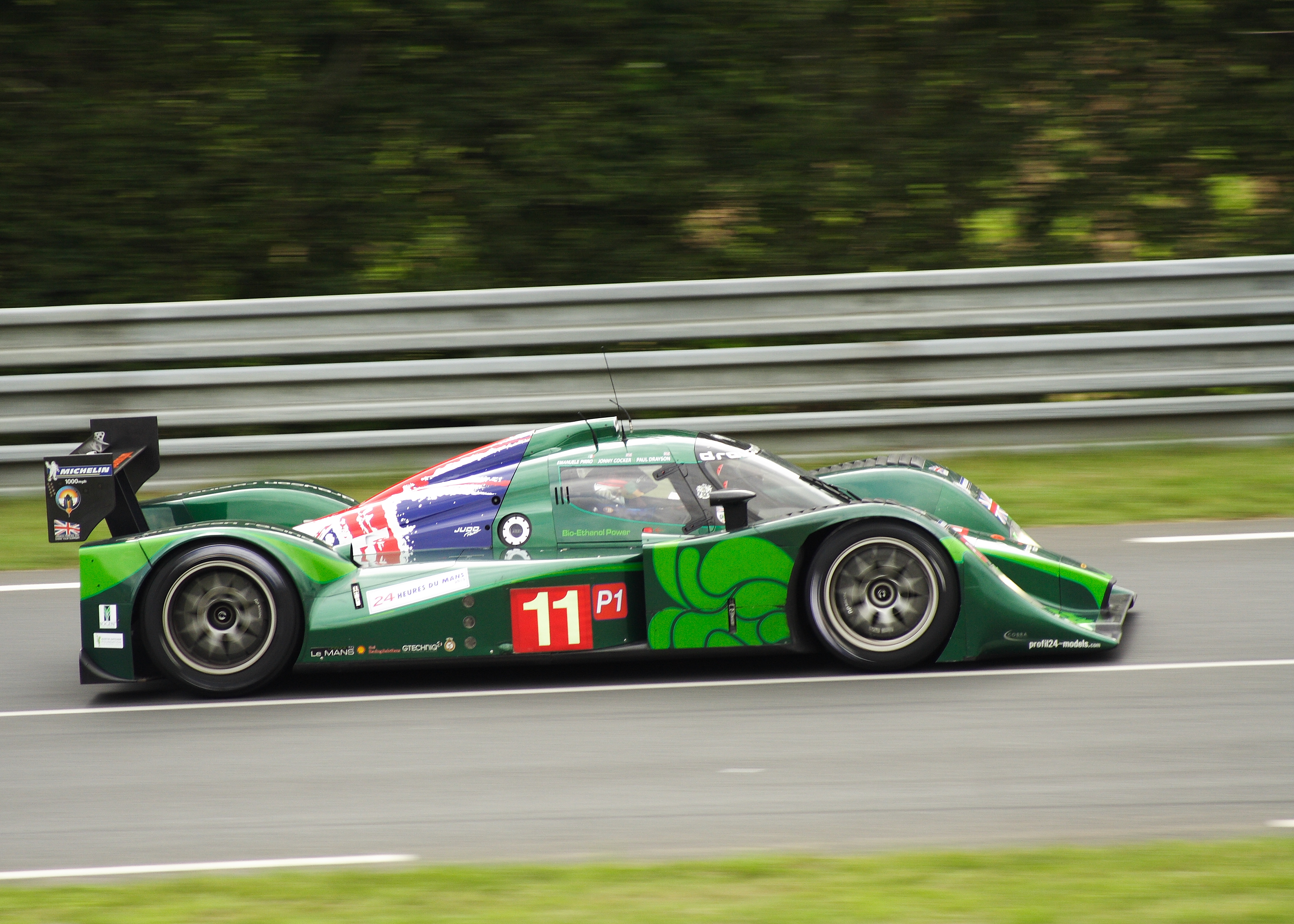
La Lola du Drayson Racing.

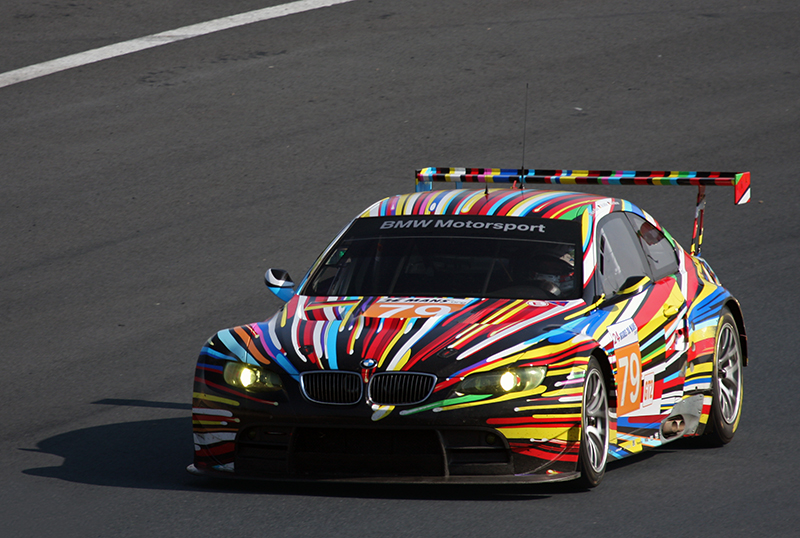
BMW Art Car.

Après 1 h 16 de course, l'Audi R15 no 7 de McNish file en tout droit à la chicane Michelin. La meilleure des Audi pointe à 1 min 5 s de la meilleure Peugeot.
Bagarre pour la première place entre Lamy sur la Peugeot no 3 et Montagny sur la Peugeot no 2. La Audi no 9 au coude à coude avec la Peugeot no 4 du Team Oreca. La française garde l'avantage.
16 h 42 : Montagny ravitaille, puis un tour plus tard c'est Lamy qui rentre au stand, les deux voitures ne se lâchent pas.
Les trois Peugeot officielles creusent l'écart avec la Peugeot no 4 du Team Oreca.
Classement après 2 h de course : Peugeot no 2, Peugeot no 3, Peugeot no 1, Peugeot no 4, Audi no 7, Audi no 9, Audi no 8. En GT1, Ford et Corvette se livrent un beau duel.
17 h 25 : la Peugeot no 3 de Lamy commence à fumer dans les Hunaudières ; il pourra ramener la voiture dans le box. Quelques minutes plus tard, la Peugeot no 3 abandonne, suspension arrachée. Le doute commence à gagner les mécaniciens sur la fiabilité des Peugeot.
Sarrazin, qui a remplacé Montagny il y a quelques tours, garde la tête devant la Peugeot no 1 de Gené.
18 h 55 : Dumas accroche un cadreur dans les stands, son rétro est abîmé. Davidson, qui a pris le volant de la no 1, prend la tête de la course.
19 h 22 : Kristensen en tentant de dépasser la BMW de Priaulx au ralenti dans les virages Porsche, termine sa manœuvre dans le bac à gravier et part en tête à queue. La voiture perd beaucoup de temps et repart huitième, le Dr Ulrich est furieux.
20 h 23 : abandon de la BMW Art Car, panne d'essence.
Après 6 h 45 de course, Tréluyer sur l'Audi no 8 double Rockenfeller sur la Audi no 9 et prend la quatrième place derrière les trois Peugeot.
7 h de course : la Peugeot no 1 a 1 min 21 s d'avance sur la Peugeot no 2, un tour derrière pointe la Peugeot no 4 et les deux Audi.
22 h 26 : Montagny reprend le volant et rattrape le retard sur la Peugeot no 1 où Gené a succédé à Wurz. Il est à 1 min 11 s.
22 h 27 : la Peugeot de tête rentre au box, les mécanos changent le boitier électrique et perd 13 minutes dans les stands, la voiture repartira septième à trois tours de Montagny, confortable leader.
La Audi no 8 abîme sa lame à la suite d'un contact avec un vibreur, la no 9 va en profiter pour reprendre la troisième place.

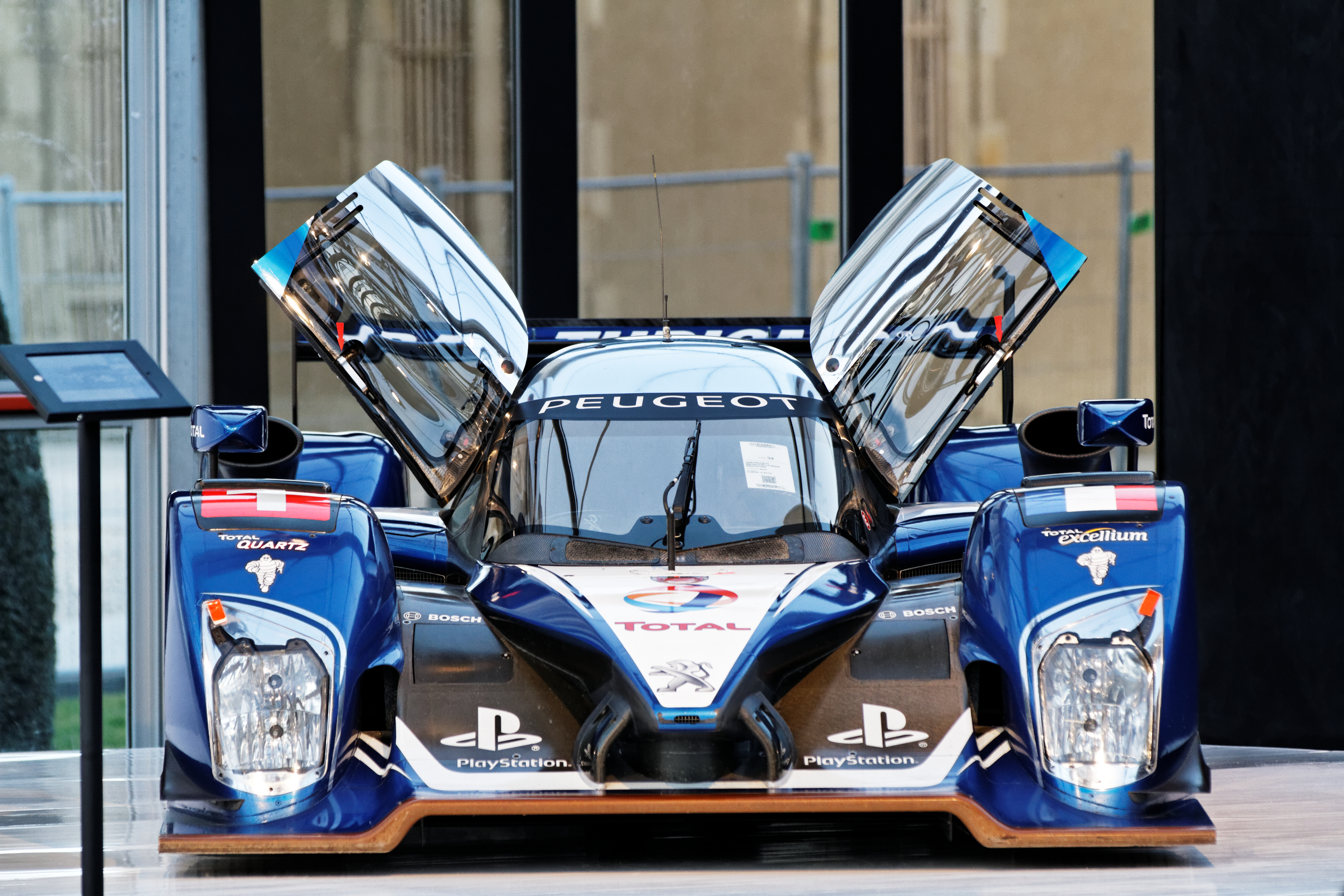
La Peugeot no 1 réalise une nuit de folie en tentant de rattraper son retard.

À presque minuit, Gené boucle un impressionnant 3 min 20 s 824, record en course. Dix minutes plus tard, il bat son propre record avec un tour en 3 min 19 s 644, la no 1 n'a rien à perdre. La Lola-Rebellion de Bouillon sera trahie par ses phares dans la nuit et tape de l'arrière au virage Ford.
1 h du matin : la Peugeot no 2 devance de 1 min 35 s la Peugeot no 4 et un tour sur la Audi no 9. La Lola-Aston Martin repasse derrière la Audi no 7 et la Peugeot no 1.
Loïc Duval revient progressivement sur la Peugeot no 2. À 2 h 30 du matin, Kristensen rencontre un problème électrique sans gravité. Mais la no 7 va perdre sa cinquième place au profit de la Peugeot no 1.
2 h 50 : la Peugeot Oreca rentre au box à la suite d'un problème de demi-arbre HS. La voiture repartira sixième à 4 tours. Il ne reste plus qu'une Peugeot devant les Audi.
3 h 24 : abandon de la Lola-Rebellion no 12, moteur cassé. L'Audi no 8 passe par les stands à la suite d'une crevaison lente.
6 h 18 : le classement n'évolue pas et la Peugeot no 2 tourne comme une horloge.
7 h 0 : Montagny sur la no 2 ravitaille et garde un tour d'avance sur la Audi no 9 et la Audi no 8.
... mais deux minutes plus tard, le V12 Peugeot explose dans la descente Dunlop, trois Audi se retrouvent en tête, la course commence à se transformer en cauchemar pour Peugeot. La Audi no 9 garde un avantage sur la Audi no 8, et deux tours d'avance sur la Peugeot no 1.
8 h 15 : Davidson déchaîné, reprend un tour à l'Audi no 9.
10 h 37 : la Peugeot no 1 rentre à toute vitesse dans les stands, la voiture décolle mais sans gravité. Wurz va prendre le relais.
Durant la 21e heure de course, l'Audi no 9 et la Audi no 8 se livrent une bataille à distance.
11 h 34 : Lotterer sur la Audi no 8 file en tout droit à Arnage et abîme son capot. Il repartira troisième derrière la Peugeot no 1.

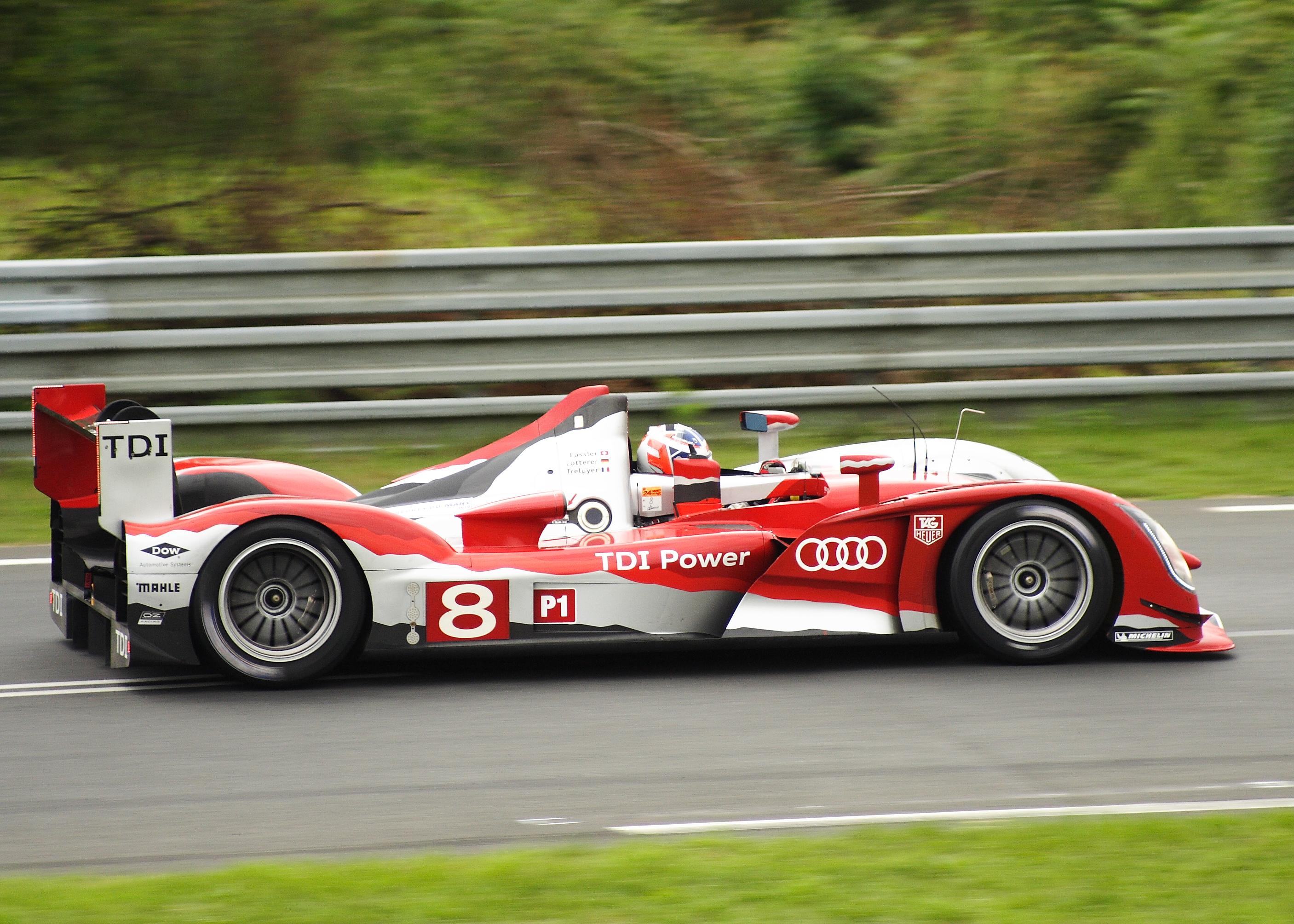
La Audi R15+ TDI no 8.

Wurz double Rockenfeller et revient dans le même tour que ce dernier à 12 h 41.
12 h 48 : Wurz ralentit, sa 908 fume du côté d'Indianapolis. La Peugeot regagne son box, le sol est couvert d'huile. Quesnel craque, Audi va remporter sa 9e victoire au Mans.
L'ultime espoir de Peugeot, la no 4, claque un 3 min 19 s 074. Duval revient à dix secondes de la troisième place. Le staff Peugeot Sport a envahi le stand Oreca.
13 h 45 : le moteur de Duval explose, c'est l'abandon pour la dernière Peugeot.
15 h 0 : les trois Audi franchissent la ligne en vainqueurs, un triplé inattendu pour la marque allemande. Le trio Rockenfeller/Dumas/Bernhard remporte l'édition 2010. En LMP2, le Strakka Racing remporte sa catégorie, la Porsche du Team Felbermayr-Proton première de la catégorie GT2 va même terminer devant la meilleure GT1, la Saleen S7-R du Larbre Competition.

### Classements intermédiaires
| Pos. | Après la 1re heure | Après la 1re heure                                                     | Après 6 heures | Après 6 heures                                                         | Après 12 heures | Après 12 heures                                                        | Après 18 heures | Après 18 heures                                                        |
| Pos. | n°                 | Voiture / Pilotes                                                      | n°             | Voiture / Pilotes                                                      | n°              | Voiture / Pilotes                                                      | n°              | Voiture / Pilotes                                                      |
| ---- | ------------------ | ---------------------------------------------------------------------- | -------------- | ---------------------------------------------------------------------- | --------------- | ---------------------------------------------------------------------- | --------------- | ---------------------------------------------------------------------- |
| 1    | 3                  | Peugeot Sport Total Peugeot 908 HDi FAP Bourdais - Lamy - Pagenaud     | 1              | Team Peugeot Total Peugeot 908 HDi FAP Wurz - Gené - Davidson          | 2               | Team Peugeot Total Peugeot 908 HDi FAP Minassian - Sarrazin - Montagny | 9               | Audi Sport North America Audi R15+ TDI Rockenfeller - Bernhard - Dumas |
| 2    | 1                  | Team Peugeot Total Peugeot 908 HDi FAP Wurz - Gené - Davidson          | 2              | Team Peugeot Total Peugeot 908 HDi FAP Minassian - Sarrazin - Montagny | 9               | Audi Sport North America Audi R15+ TDI Rockenfeller - Bernhard - Dumas | 8               | Audi Sport Team Joest Audi R15+ TDI Lotterer - Fässler - Tréluyer      |
| 3    | 2                  | Team Peugeot Total Peugeot 908 HDi FAP Minassian - Sarrazin - Montagny | 4              | Team Oreca-Matmut Peugeot 908 HDi FAP Panis - Lapierre - Duval         | 8               | Audi Sport Team Joest Audi R15+ TDI Lotterer - Fässler - Tréluyer      | 1               | Team Peugeot Total Peugeot 908 HDi FAP Wurz - Gené - Davidson          |
| 4    | 9                  | Audi Sport North America Audi R15+ TDI Rockenfeller - Bernhard - Dumas | 9              | Audi Sport North America Audi R15+ TDI Rockenfeller - Bernhard - Dumas | 1               | Team Peugeot Total Peugeot 908 HDi FAP Wurz - Gené - Davidson          | 7               | Audi Sport Team Joest Audi R15+ TDI Kristensen - Capello - McNish      |
| 5    | 7                  | Audi Sport Team Joest Audi R15+ TDI Kristensen - Capello - McNish      | 8              | Audi Sport Team Joest Audi R15+ TDI Lotterer - Fässler - Tréluyer      | 7               | Audi Sport Team Joest Audi R15+ TDI Kristensen - Capello - McNish      | 4               | Team Oreca-Matmut Peugeot 908 HDi FAP Panis - Lapierre - Duval         |

### Classement final de la course

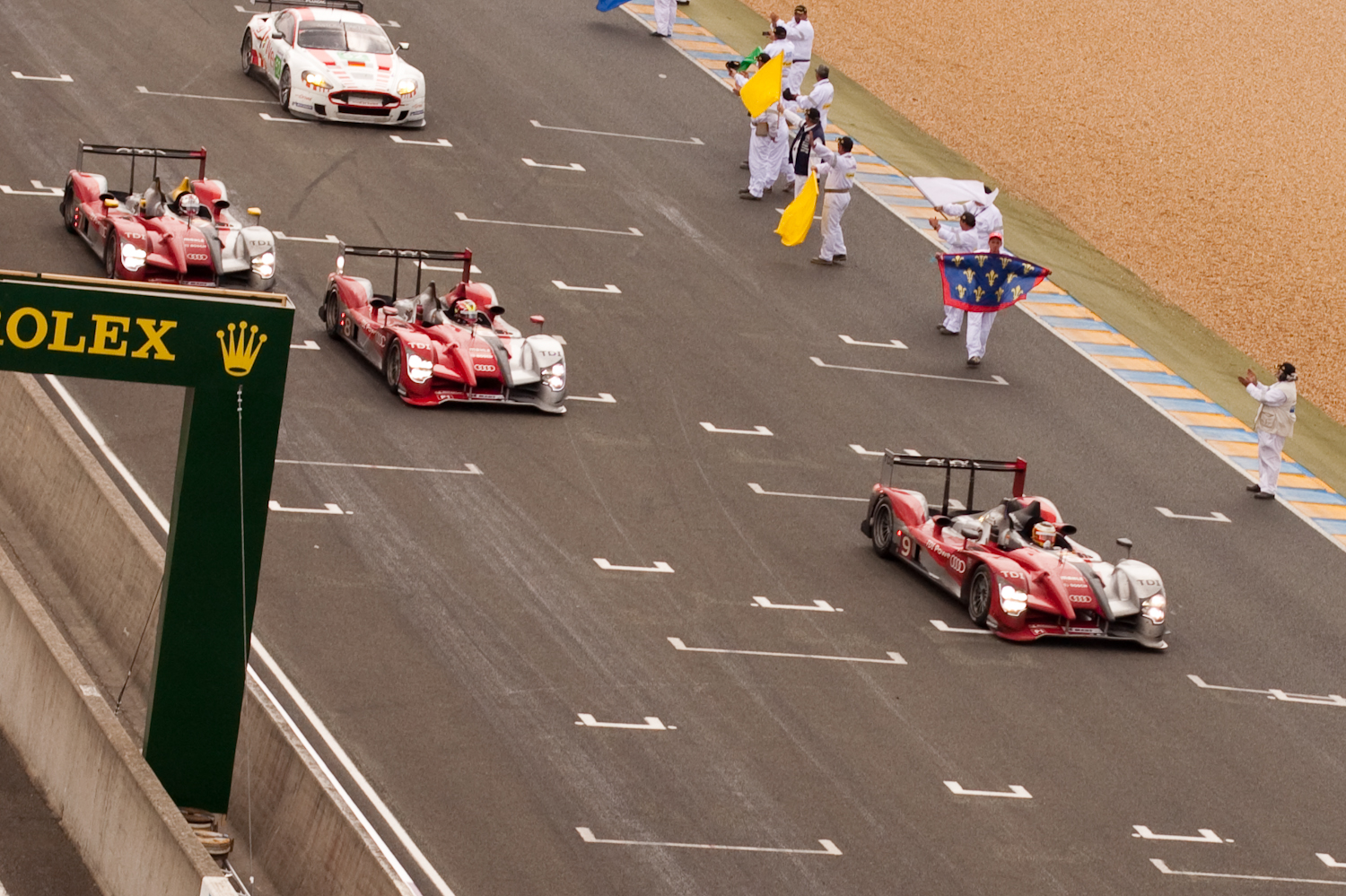
L'arrivée.

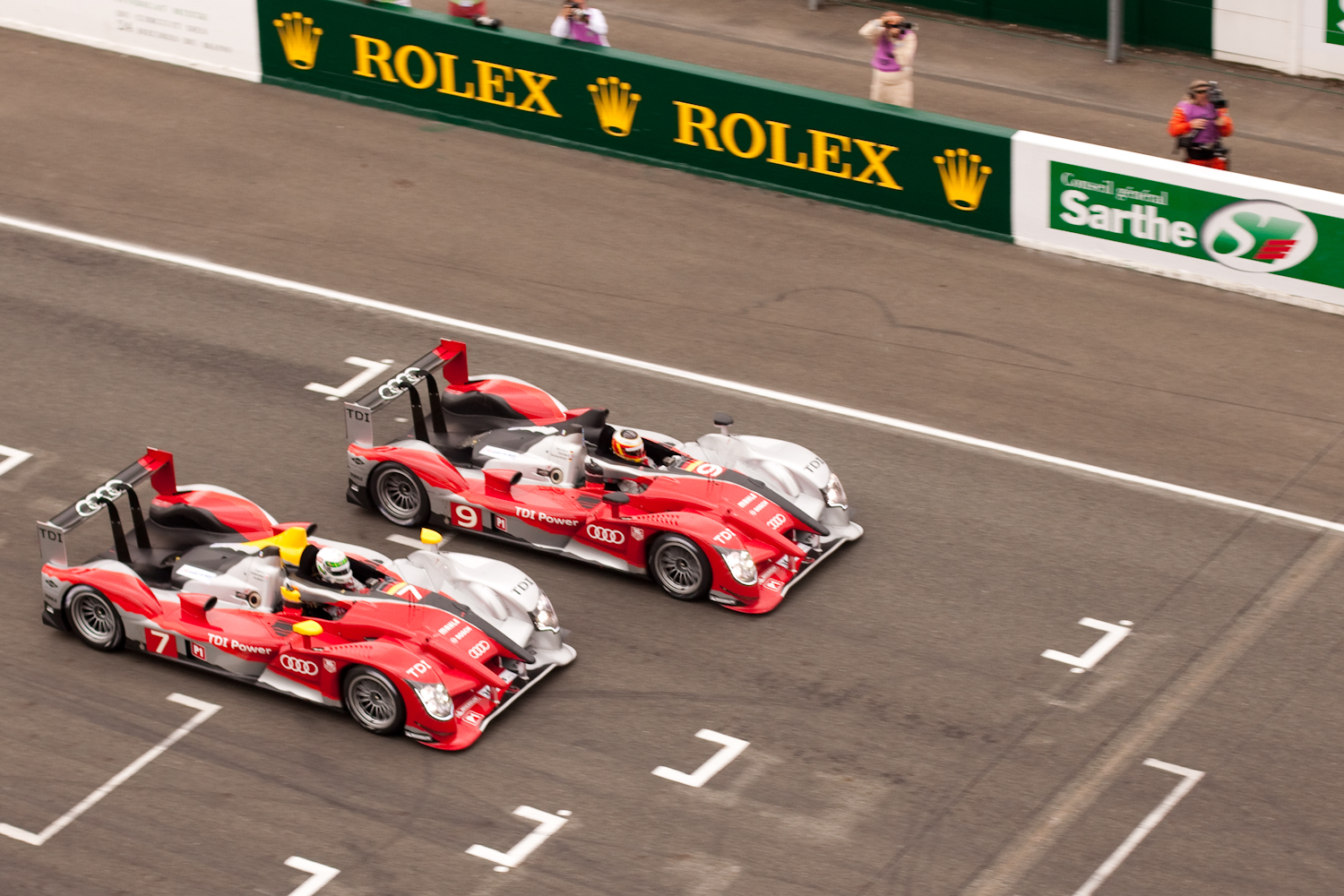
Le passage de la ligne.

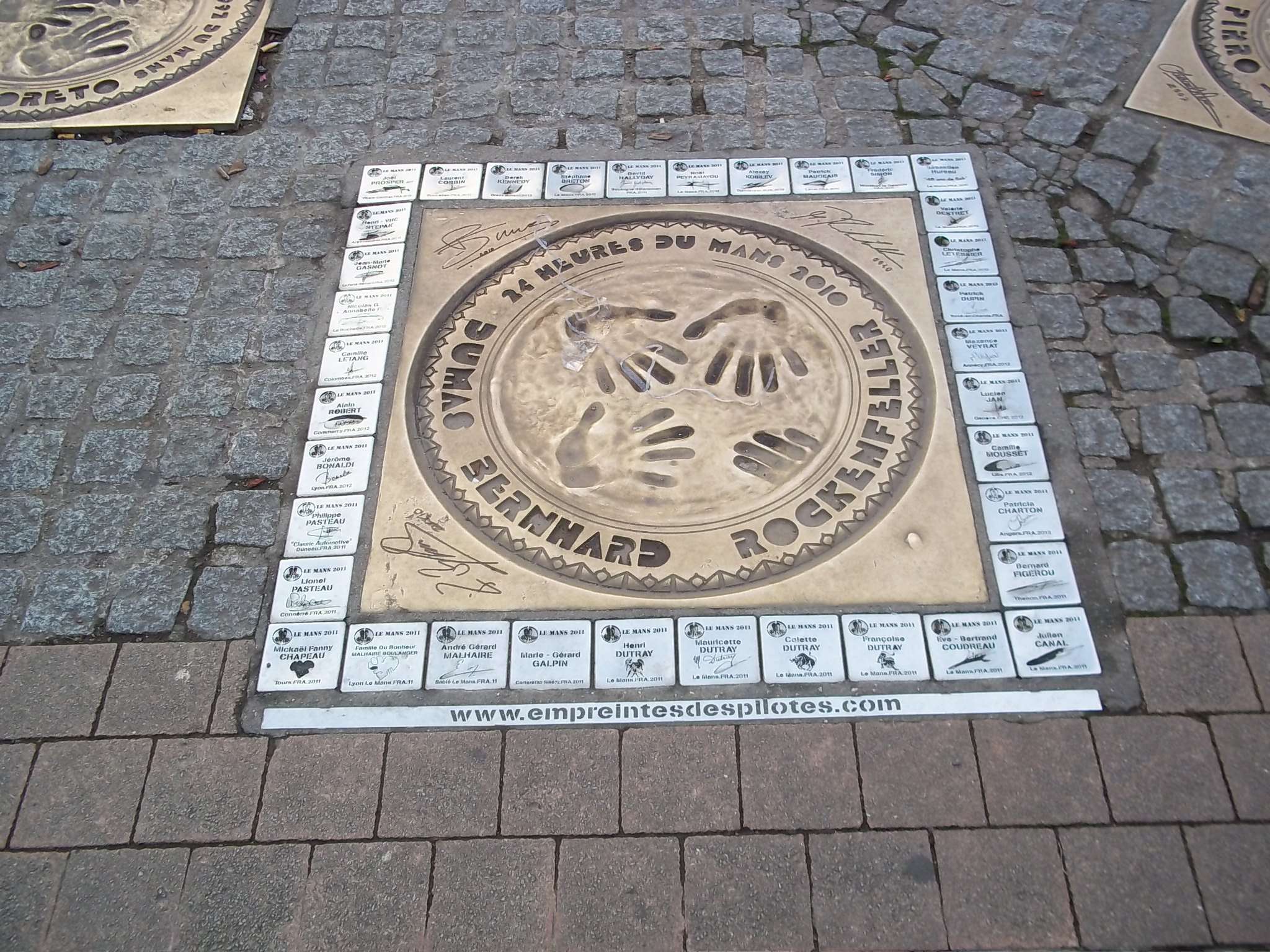
Les empreintes des vainqueurs de l'édition 2010 sur le "Walk of fame" du Mans.

Voici le classement officiel au terme des 24 heures de course.
- vainqueurs de chaque catégorie

- Pour la colonne « Pneus », il faut passer le curseur au-dessus du modèle pour connaître le manufacturier de pneumatiques.

| Pos                                         | Cat   | n°  | Équipe                         | Pilotes                                                      | Châssis                              | Pneus | Tours |
| Pos                                         | Cat   | n°  | Équipe                         | Pilotes                                                      | Moteur                               | Pneus | Tours |
| ------------------------------------------- | ----- | --- | ------------------------------ | ------------------------------------------------------------ | ------------------------------------ | ----- | ----- |
| 1                                           | LMP1  | 9   | Audi Sport North America       | Mike Rockenfeller Romain Dumas Timo Bernhard                 | Audi R15+ TDI                        | M     | 397   |
| 1                                           | LMP1  | 9   | Audi Sport North America       | Mike Rockenfeller Romain Dumas Timo Bernhard                 | Audi 5499 V10 à 90° Diesel Bi-turbo  | M     | 397   |
| 2                                           | LMP1  | 8   | Audi Sport Team Joest          | André Lotterer Benoît Tréluyer Marcel Fässler                | Audi R15+ TDI                        | M     | 396   |
| 2                                           | LMP1  | 8   | Audi Sport Team Joest          | André Lotterer Benoît Tréluyer Marcel Fässler                | Audi 5499 V10 à 90° Diesel Bi-turbo  | M     | 396   |
| 3                                           | LMP1  | 7   | Audi Sport Team Joest          | Tom Kristensen Rinaldo Capello Allan McNish                  | Audi R15+ TDI                        | M     | 394   |
| 3                                           | LMP1  | 7   | Audi Sport Team Joest          | Tom Kristensen Rinaldo Capello Allan McNish                  | Audi 5499 V10 à 90° Diesel Bi-turbo  | M     | 394   |
| 4                                           | LMP1  | 6   | Team Oreca-Matmut              | Soheil Ayari Didier André Andy Meyrick                       | Oreca 01                             | D     | 369   |
| 4                                           | LMP1  | 6   | Team Oreca-Matmut              | Soheil Ayari Didier André Andy Meyrick                       | AIM 5496 V10 à 90°                   | D     | 369   |
| 5                                           | LMP2  | 42  | Strakka Racing                 | Danny Watts Nick Leventis Jonny Kane                         | HPD ARX-01c                          | M     | 367   |
| 5                                           | LMP2  | 42  | Strakka Racing                 | Danny Watts Nick Leventis Jonny Kane                         | Acura HPD 3398 V8                    | M     | 367   |
| 6                                           | LMP1  | 007 | Aston Martin Racing            | Harold Primat Stefan Mücke Adrián Fernández                  | Lola-Aston Martin B09/60             | M     | 365   |
| 6                                           | LMP1  | 007 | Aston Martin Racing            | Harold Primat Stefan Mücke Adrián Fernández                  | Aston Martin 5993 V12 à 60°          | M     | 365   |
| 7                                           | LMP2  | 35  | OAK Racing                     | Mathieu Lahaye Guillaume Moreau Jan Charouz                  | Pescarolo 01 LMP2                    | D     | 361   |
| 7                                           | LMP2  | 35  | OAK Racing                     | Mathieu Lahaye Guillaume Moreau Jan Charouz                  | Judd DB 3394 V8 à 90°                | D     | 361   |
| 8                                           | LMP2  | 25  | Ray Mallock LTD                | Thomas Erdos Mike Newton Andy Wallace                        | Lola B08/80 HPD Coupé                | D     | 358   |
| 8                                           | LMP2  | 25  | Ray Mallock LTD                | Thomas Erdos Mike Newton Andy Wallace                        | Acura HPD 3398 V8 à 90°              | D     | 358   |
| 9                                           | LMP2  | 24  | OAK Racing                     | Jacques Nicolet Richard Hein Jean-François Yvon              | Pescarolo 01 LMP2                    | D     | 341   |
| 9                                           | LMP2  | 24  | OAK Racing                     | Jacques Nicolet Richard Hein Jean-François Yvon              | Judd DB 3394 V8 à 90°                | D     | 341   |
| 10                                          | LMP2  | 41  | Team Bruichladdich             | Tim Greaves Karim Ojjeh Gary Chalandon                       | Ginetta-Zytek GZ09S/2                | D     | 341   |
| 10                                          | LMP2  | 41  | Team Bruichladdich             | Tim Greaves Karim Ojjeh Gary Chalandon                       | Zytek ZG348 3.4 L V8                 | D     | 341   |
| 11                                          | LMGT2 | 77  | Team Felbermayr-Proton         | Marc Lieb Richard Lietz Wolf Henzler                         | Porsche 911 GT3 RSR (997)            | M     | 338   |
| 11                                          | LMGT2 | 77  | Team Felbermayr-Proton         | Marc Lieb Richard Lietz Wolf Henzler                         | Porsche 4.0 L Flat-6                 | M     | 338   |
| 12                                          | LMGT2 | 89  | Hankook Team Farnbacher        | Dominik Farnbacher Allan Simonsen Leh Keen                   | Ferrari F430 GTC                     | H     | 336   |
| 12                                          | LMGT2 | 89  | Hankook Team Farnbacher        | Dominik Farnbacher Allan Simonsen Leh Keen                   | Ferrari 4.0 L V8                     | H     | 336   |
| 13                                          | LMGT1 | 50  | Larbre Compétition             | Roland Bervillé Julien Canal Gabriele Gardel                 | Saleen S7-R                          | M     | 331   |
| 13                                          | LMGT1 | 50  | Larbre Compétition             | Roland Bervillé Julien Canal Gabriele Gardel                 | Ford 7.0 L V8                        | M     | 331   |
| 14                                          | LMGT2 | 97  | BMS Scuderia Italia SpA        | Marco Holzer Richard Westbrook Timo Scheider                 | Porsche 911 GT3 RSR (997)            | M     | 327   |
| 14                                          | LMGT2 | 97  | BMS Scuderia Italia SpA        | Marco Holzer Richard Westbrook Timo Scheider                 | Porsche 4.0 L Flat-6                 | M     | 327   |
| 15                                          | LMGT1 | 72  | Luc Alphand Aventures          | Stéphan Grégoire Jérôme Policand David Hart                  | Chevrolet Corvette C6.R              | D     | 327   |
| 15                                          | LMGT1 | 72  | Luc Alphand Aventures          | Stéphan Grégoire Jérôme Policand David Hart                  | Corvette LS7.R 7.0 L V8              | D     | 327   |
| 16                                          | LMGT2 | 95  | AF Corse SRL                   | Giancarlo Fisichella Jean Alesi Toni Vilander                | Ferrari F430 GTC                     | M     | 323   |
| 16                                          | LMGT2 | 95  | AF Corse SRL                   | Giancarlo Fisichella Jean Alesi Toni Vilander                | Ferrari 4.0 L V8                     | M     | 323   |
| 17                                          | LMGT2 | 76  | IMSA Performance Matmut        | Raymond Narac Patrick Pilet Patrick Long                     | Porsche 911 GT3 RSR (997)            | M     | 321   |
| 17                                          | LMGT2 | 76  | IMSA Performance Matmut        | Raymond Narac Patrick Pilet Patrick Long                     | Porsche 4.0 L Flat-6                 | M     | 321   |
| 18                                          | LMP2  | 28  | Race Performance AG            | Pierre Bruneau Marc Rostan Ralph Meichtry                    | Radical SR9                          | D     | 321   |
| 18                                          | LMP2  | 28  | Race Performance AG            | Pierre Bruneau Marc Rostan Ralph Meichtry                    | Judd DB 3.4 L V8                     | D     | 321   |
| 19                                          | LMGT2 | 78  | BMW Motorsport                 | Jörg Müller Augusto Farfus Uwe Alzen                         | BMW M3 GT2 (E92)                     | D     | 320   |
| 19                                          | LMGT2 | 78  | BMW Motorsport                 | Jörg Müller Augusto Farfus Uwe Alzen                         | BMW 4.0 L V8                         | D     | 320   |
| 20                                          | LMP2  | 40  | Quifel ASM Team                | Miguel Amaral Olivier Pla Warren Hughes                      | Ginetta-Zytek GZ09S/2                | M     | 318   |
| 20                                          | LMP2  | 40  | Quifel ASM Team                | Miguel Amaral Olivier Pla Warren Hughes                      | Zytek ZG348 3.4 L V8                 | M     | 318   |
| 21                                          | LMGT2 | 75  | Prospeed Competition           | Paul van Splunteren Niek Hommerson Louis Machiels            | Porsche 911 GT3 RSR (997)            | M     | 317   |
| 21                                          | LMGT2 | 75  | Prospeed Competition           | Paul van Splunteren Niek Hommerson Louis Machiels            | Porsche 4.0 L Flat-6                 | M     | 317   |
| 22                                          | LMGT1 | 52  | Young Driver AMR               | Tomáš Enge Christoffer Nygaard Peter Kox                     | Aston Martin DBR9                    | M     | 311   |
| 22                                          | LMGT1 | 52  | Young Driver AMR               | Tomáš Enge Christoffer Nygaard Peter Kox                     | Aston Martin 6.0 L V12               | M     | 311   |
| 23                                          | LMP2  | 37  | Gerard Welter                  | Philippe Salini Stéphane Salini Tristan Gommendy             | WR LMP2008                           | D     | 308   |
| 23                                          | LMP2  | 37  | Gerard Welter                  | Philippe Salini Stéphane Salini Tristan Gommendy             | Zytek ZG348 3.4 L V8                 | D     | 308   |
| 24                                          | LMGT2 | 88  | Team Felbermayr-Proton         | Horst Felbermayr, Sr. Horst Felbermayr, Jr. Miroslav Konôpka | Porsche 911 GT3 RSR (997)            | M     | 304   |
| 24                                          | LMGT2 | 88  | Team Felbermayr-Proton         | Horst Felbermayr, Sr. Horst Felbermayr, Jr. Miroslav Konôpka | Porsche 4.0 L Flat-6                 | M     | 304   |
| 25                                          | LMP2  | 26  | Highcroft Racing               | David Brabham Marino Franchitti Marco Werner                 | HPD ARX-01c                          | M     | 296   |
| 25                                          | LMP2  | 26  | Highcroft Racing               | David Brabham Marino Franchitti Marco Werner                 | HPD AL7R 3.4 L V8                    | M     | 296   |
| 26                                          | LMP2  | 39  | KSM                            | Jean de Pourtales Hideki Noda Jonathan Kennard               | Lola B07/40                          | D     | 291   |
| 26                                          | LMP2  | 39  | KSM                            | Jean de Pourtales Hideki Noda Jonathan Kennard               | Judd DB 3.4 L V8                     | D     | 291   |
| 27                                          | LMGT2 | 85  | Spyker Squadron                | Tom Coronel Peter Dumbreck Jeroen Bleekemolen                | Spyker C8 Laviolette GT2-R           | M     | 280   |
| 27                                          | LMGT2 | 85  | Spyker Squadron                | Tom Coronel Peter Dumbreck Jeroen Bleekemolen                | Audi 4.0 L V8                        | M     | 280   |
| Non classé (NC) - Moins de 70 % (277 tours) |       |     |                                |                                                              |                                      |       |       |
| N. c.                                       | LMP1  | 11  | Drayson Racing                 | Paul Drayson Jonny Cocker Emanuele Pirro                     | Lola B10/60                          | M     | 254   |
| N. c.                                       | LMP1  | 11  | Drayson Racing                 | Paul Drayson Jonny Cocker Emanuele Pirro                     | Judd GV5.5 S2 5.5 L V10              | M     | 254   |
| Abandon en course (DNF)                     |       |     |                                |                                                              |                                      |       |       |
| Abd.                                        | LMP1  | 4   | Team Oreca Matmut              | Olivier Panis Nicolas Lapierre Loïc Duval                    | Peugeot 908 HDi FAP                  | M     | 373   |
| Abd.                                        | LMP1  | 4   | Team Oreca Matmut              | Olivier Panis Nicolas Lapierre Loïc Duval                    | Peugeot HDi 5.5 L Turbo V12 (Diesel) | M     | 373   |
| Abd.                                        | LMP1  | 009 | Aston Martin Racing            | Darren Turner Juan Barazi Sam Hancock                        | Lola-Aston Martin B09/60             | M     | 368   |
| Abd.                                        | LMP1  | 009 | Aston Martin Racing            | Darren Turner Juan Barazi Sam Hancock                        | Aston Martin 6.0 L V12               | M     | 368   |
| Abd.                                        | LMP1  | 1   | Team Peugeot Total             | Alexander Wurz Marc Gené Anthony Davidson                    | Peugeot 908 HDi FAP                  | M     | 360   |
| Abd.                                        | LMP1  | 1   | Team Peugeot Total             | Alexander Wurz Marc Gené Anthony Davidson                    | Peugeot HDi 5.5 L Turbo V12 (Diesel) | M     | 360   |
| Abd.                                        | LMP1  | 15  | Team Kolles                    | Christian Bakkerud Oliver Jarvis Christijan Albers           | Audi R10 TDI                         | M     | 331   |
| Abd.                                        | LMP1  | 15  | Team Kolles                    | Christian Bakkerud Oliver Jarvis Christijan Albers           | Audi TDI 5.5 L Turbo V12 (Diesel)    | M     | 331   |
| Abd.                                        | LMP1  | 008 | Signature-Plus                 | Pierre Ragues Franck Mailleux Vanina Ickx                    | Lola-Aston Martin B09/60             | D     | 302   |
| Abd.                                        | LMP1  | 008 | Signature-Plus                 | Pierre Ragues Franck Mailleux Vanina Ickx                    | Aston Martin 6.0 L V12               | D     | 302   |
| Abd.                                        | LMP1  | 2   | Team Peugeot Total             | Nicolas Minassian Stéphane Sarrazin Franck Montagny          | Peugeot 908 HDi FAP                  | M     | 264   |
| Abd.                                        | LMP1  | 2   | Team Peugeot Total             | Nicolas Minassian Stéphane Sarrazin Franck Montagny          | Peugeot HDi 5.5 L Turbo V12 (Diesel) | M     | 264   |
| Abd.                                        | LMGT2 | 64  | Corvette Racing                | Oliver Gavin Olivier Beretta Emmanuel Collard                | Corvette C6.R                        | M     | 255   |
| Abd.                                        | LMGT2 | 64  | Corvette Racing                | Oliver Gavin Olivier Beretta Emmanuel Collard                | Corvette 5.5 L V8                    | M     | 255   |
| Abd.                                        | LMGT1 | 73  | Luc Alphand Aventures          | Julien Jousse Xavier Maassen Patrice Goueslard               | Chevrolet Corvette C6.R              | D     | 238   |
| Abd.                                        | LMGT1 | 73  | Luc Alphand Aventures          | Julien Jousse Xavier Maassen Patrice Goueslard               | Corvette LS7.R 7.0 L V8              | D     | 238   |
| Abd.                                        | LMGT2 | 63  | Corvette Racing                | Johnny O'Connell Jan Magnussen Antonio García                | Corvette C6.R                        | M     | 225   |
| Abd.                                        | LMGT2 | 63  | Corvette Racing                | Johnny O'Connell Jan Magnussen Antonio García                | Corvette 5.5 L V8                    | M     | 225   |
| Abd.                                        | LMGT2 | 83  | Risi Competizione Krohn Racing | Tracy Krohn Niclas Jönsson Eric van de Poele                 | Ferrari F430 GTC                     | M     | 197   |
| Abd.                                        | LMGT2 | 83  | Risi Competizione Krohn Racing | Tracy Krohn Niclas Jönsson Eric van de Poele                 | Ferrari 4.0 L V8                     | M     | 197   |
| Abd.                                        | LMP1  | 14  | Team Kolles                    | Scott Tucker Manuel Rodrigues Christophe Bouchut             | Audi R10 TDI                         | M     | 182   |
| Abd.                                        | LMP1  | 14  | Team Kolles                    | Scott Tucker Manuel Rodrigues Christophe Bouchut             | Audi TDI 5.5 L Turbo V12 (Diesel)    | M     | 182   |
| Abd.                                        | LMP1  | 12  | Rebellion Racing               | Nicolas Prost Neel Jani Marco Andretti                       | Lola B10/60                          | M     | 175   |
| Abd.                                        | LMP1  | 12  | Rebellion Racing               | Nicolas Prost Neel Jani Marco Andretti                       | Rebellion 5.5 L V10                  | M     | 175   |
| Abd.                                        | LMGT1 | 60  | Matech Competition             | Thomas Mutsch (en) Romain Grosjean Jonathan Hirschi          | Ford GT1                             | M     | 171   |
| Abd.                                        | LMGT1 | 60  | Matech Competition             | Thomas Mutsch (en) Romain Grosjean Jonathan Hirschi          | Ford 5.3 L V8                        | M     | 171   |
| Abd.                                        | LMP1  | 13  | Rebellion Racing               | Jean-Christophe Boullion Andrea Belicchi Guy Smith           | Lola B10/60                          | M     | 143   |
| Abd.                                        | LMP1  | 13  | Rebellion Racing               | Jean-Christophe Boullion Andrea Belicchi Guy Smith           | Rebellion 5.5 L V10                  | M     | 143   |
| Abd.                                        | LMGT1 | 69  | JLOC                           | Atsushi Yogo Koji Yamanishi Hiroyuki Iiri                    | Lamborghini Murciélago LP670 R-SV    | Y     | 138   |
| Abd.                                        | LMGT1 | 69  | JLOC                           | Atsushi Yogo Koji Yamanishi Hiroyuki Iiri                    | Lamborghini 6.5 L V12                | Y     | 138   |
| Abd.                                        | LMGT2 | 82  | Risi Competizione              | Jaime Melo Gianmaria Bruni Pierre Kaffer                     | Ferrari F430 GTC                     | M     | 116   |
| Abd.                                        | LMGT2 | 82  | Risi Competizione              | Jaime Melo Gianmaria Bruni Pierre Kaffer                     | Ferrari 4.0 L V8                     | M     | 116   |
| Abd.                                        | LMGT2 | 92  | JMW Motorsport                 | Robert Bell Tim Sugden Bryce Miller                          | Aston Martin V8 Vantage GT2          | D     | 71    |
| Abd.                                        | LMGT2 | 92  | JMW Motorsport                 | Robert Bell Tim Sugden Bryce Miller                          | Aston Martin 4.5 L V8                | D     | 71    |
| Abd.                                        | LMGT2 | 80  | Flying Lizard Motorsports      | Seth Neiman Darren Law Jörg Bergmeister                      | Porsche 911 GT3 RSR (997)            | M     | 61    |
| Abd.                                        | LMGT2 | 80  | Flying Lizard Motorsports      | Seth Neiman Darren Law Jörg Bergmeister                      | Porsche 4.0 L Flat-6                 | M     | 61    |
| Abd.                                        | LMGT1 | 61  | Matech Competition             | Natacha Gachnang Cyndie Allemann Rahel Frey                  | Ford GT1                             | M     | 59    |
| Abd.                                        | LMGT1 | 61  | Matech Competition             | Natacha Gachnang Cyndie Allemann Rahel Frey                  | Ford 5.3 L V8                        | M     | 59    |
| Abd.                                        | LMP2  | 29  | Racing Box SRL                 | Luca Pirri Marco Cioci Piergiuseppe Perazzini                | Lola B08/80                          | D     | 57    |
| Abd.                                        | LMP2  | 29  | Racing Box SRL                 | Luca Pirri Marco Cioci Piergiuseppe Perazzini                | Judd DB 3.4 L V8                     | D     | 57    |
| Abd.                                        | LMGT2 | 79  | BMW Motorsport                 | Andy Priaulx Dirk Müller Dirk Werner                         | BMW M3 GT2 (E92)                     | D     | 53    |
| Abd.                                        | LMGT2 | 79  | BMW Motorsport                 | Andy Priaulx Dirk Müller Dirk Werner                         | BMW 4.0 L V8                         | D     | 53    |
| Abd.                                        | LMP2  | 38  | Pegasus Racing                 | Julien Schell Frédéric da Rocha David Zollinger              | Norma M200P                          | D     | 40    |
| Abd.                                        | LMP2  | 38  | Pegasus Racing                 | Julien Schell Frédéric da Rocha David Zollinger              | Judd DB 3.4 L V8                     | D     | 40    |
| Abd.                                        | LMP1  | 3   | Peugeot Sport Total            | Sébastien Bourdais Pedro Lamy Simon Pagenaud                 | Peugeot 908 HDi FAP                  | M     | 38    |
| Abd.                                        | LMP1  | 3   | Peugeot Sport Total            | Sébastien Bourdais Pedro Lamy Simon Pagenaud                 | Peugeot HDi 5.5 L Turbo V12 (Diesel) | M     | 38    |
| Abd.                                        | LMGT1 | 70  | Marc VDS Racing Team           | Eric de Doncker (en) Bas Leinders Markus Palttala            | Ford GT1                             | M     | 26    |
| Abd.                                        | LMGT1 | 70  | Marc VDS Racing Team           | Eric de Doncker (en) Bas Leinders Markus Palttala            | Ford 5.0 L V8                        | M     | 26    |
| Abd.                                        | LMP1  | 5   | Beechdean Mansell              | Nigel Mansell Greg Mansell Leo Mansell                       | Ginetta-Zytek GZ09S                  | D     | 4     |
| Abd.                                        | LMP1  | 5   | Beechdean Mansell              | Nigel Mansell Greg Mansell Leo Mansell                       | Zytek ZJ458 4.5 L V8                 | D     | 4     |
| Abd.                                        | LMGT2 | 81  | Jaguar Rocketsports Racing     | Paul Gentilozzi Ryan Dalziel Marc Goossens                   | Jaguar XKR GT2                       | Y     | 4     |
| Abd.                                        | LMGT2 | 81  | Jaguar Rocketsports Racing     | Paul Gentilozzi Ryan Dalziel Marc Goossens                   | Jaguar 5.0 L V8                      | Y     | 4     |
| Abd.                                        | LMP1  | 19  | Michael Lewis/Autocon          | Michael Lewis Bryan Willman "Tony" Burgess (de)              | Lola B06/10                          | D     | 1     |
| Abd.                                        | LMP1  | 19  | Michael Lewis/Autocon          | Michael Lewis Bryan Willman "Tony" Burgess (de)              | AER P32T 4.0 L Turbo V8              | D     | 1     |
| Forfait                                     |       |     |                                |                                                              |                                      |       |       |
| N. p.                                       | LMGT2 | 96  | AF Corse SRL                   | Luís Pérez Companc Matías Russo Mika Salo                    | Ferrari F430 GTC                     | M     | -     |
| N. p.                                       | LMGT2 | 96  | AF Corse SRL                   | Luís Pérez Companc Matías Russo Mika Salo                    | Ferrari 4.0 L V8                     | M     | -     |

## Les vainqueurs

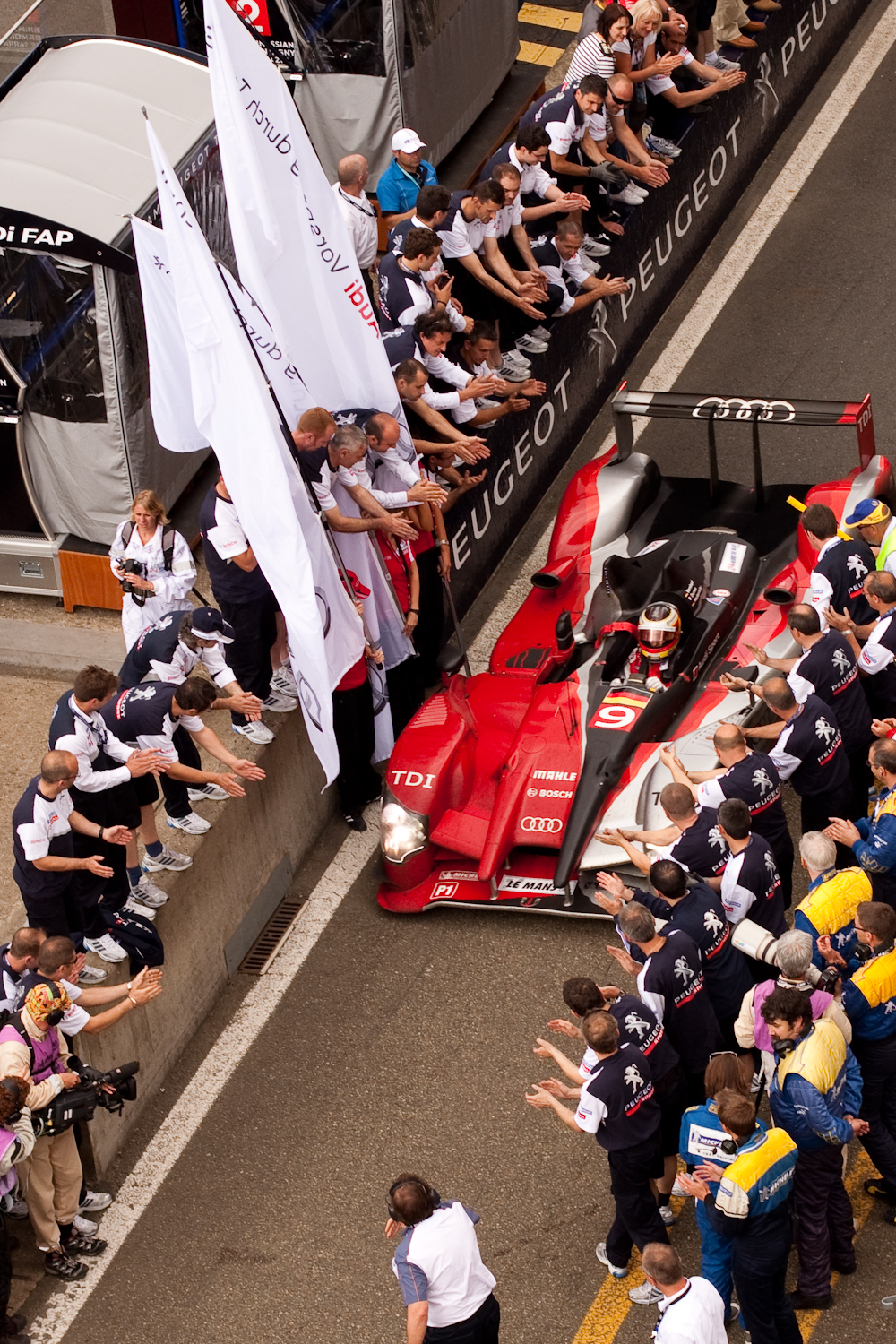
La Audi R15+ TDI du Audi Sport North America, gagnante du classement général et de la catégorie LMP1.
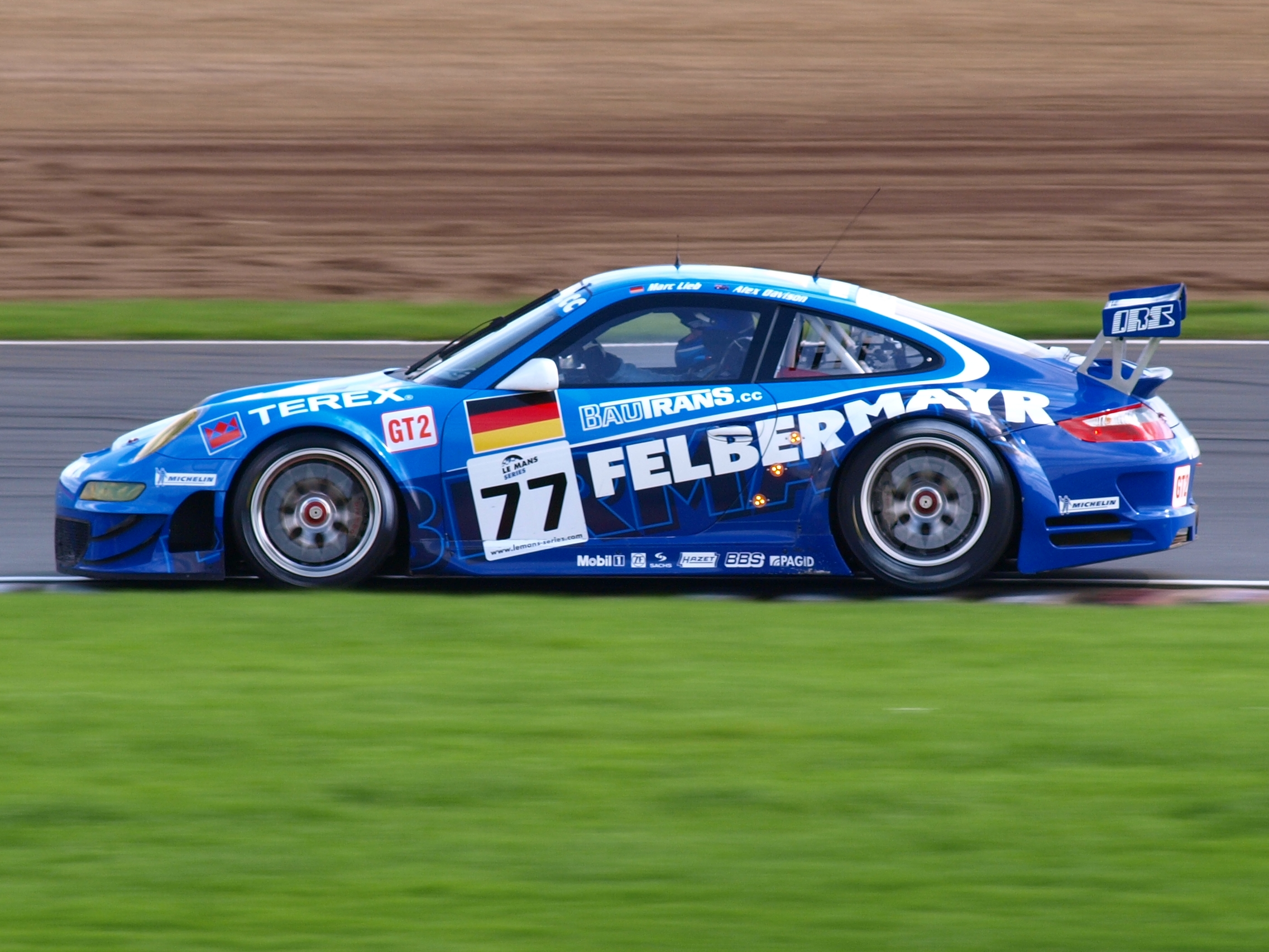
La Porsche 911 GT3 RSR (997) du Felbermayr-Proton, onzième et gagnante de la catégorie LMGT2.

## Pole position et record du tour
- Pole position :  Sébastien Bourdais en 3 min 19 s 711 sur Peugeot 908 HDi FAP (no 3).
- Meilleur tour en course :  Loïc Duval en 3 min 19 s 074 (246,463 km/h) sur Peugeot 908 HDi FAP (no 4) Oreca au 369e tour[31]. Tour le plus rapide en course, tous circuits confondus.

## À noter
- Longueur du circuit : 13,629 km
- Vitesse maximum enregistrée : 348 km/h (Peugeot 908 HDI FAP)
- Distance parcourue par les vainqueurs : 5 410,713 km, record battu. L'ancien record datait de 1971, époque où le circuit était beaucoup plus rapide : le secteur de Maison Blanche n'avait pas encore été totalement modifié (1972), la longue ligne droite des Hunaudières ne comportait pas de chicanes (deux, depuis 1990), ni la courbe Dunlop, ni la descente du Tertre Rouge[32].